# 八九式中戰車
八九式中戰車I-GO(イ号)是日本帝國陸軍在1920年代開發的全國產戰車，因為在日本皇紀2589年（1929年）獲日本軍方採用，故名為八九式，當中又分為使用液冷式汽油發動機的甲型和氣冷式柴油發動機的乙型，雖然後來開發出九七式中戰車，但此車活躍於二戰期間的日軍前線作戰，主要運用於中國戰場，也被投入於太平洋戰爭初期的戰事。

## 研發簡史

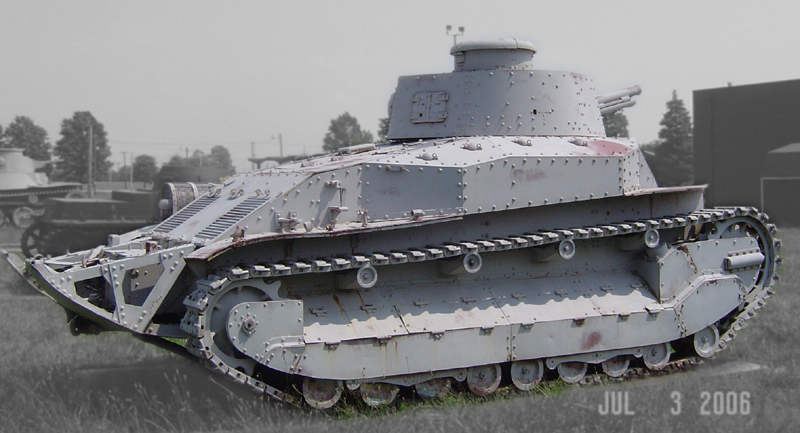
保存至今的八九式甲型

在第一次世界大戰仍如火如荼的1917年，身為協約國一員的日本在歐洲戰場見證戰車之後，就有向歐洲國家引進戰車的計畫，最後自英國和法國引進坦克做研究，當中尤以法國雷諾FT-17坦克為其主力；但當時日本的戰車數量不足編制成獨立戰鬥單位，因此暫時將坦克編入輜重部隊管轄；直至1925年才成立第一戰車隊。
1925年，日本決定花費22個月的時間研發第一輛國產戰車。1927年該輛車出廠，為試制1號戰車；就當時的標準來說，試制1號戰車的性能並不差。但是日本陸軍需要的是12噸級的戰車，研發單位初估是想造16噸級，但是試制1號戰車的滿載重量卻達到18噸，遠超過研發單位與實兵單位的容許範圍，因此該輛車無法投入量產。
1928年3月28日，日本陸軍技術本部第四研究所開始研發一輛10噸級的輕戰車，並委託大阪砲兵工廠試制；到1935年以前，日本的戰車定義標準只有輕、重兩種等級。輕戰車為10噸以下、重戰車為20噸以下。除了既有車型的技術外，1927年3月陸軍從英國買了一輛維克斯C型坦克做研究；1928年8月，初步草圖發稿給大阪兵工廠開始製造，1929年4月，新型戰車（試制八九式輕戰車一號機）出廠，車重9.8公噸、搭配一門37公厘砲。
試制1號車在1929年10月完成東京到青森的550公里長距離行走，並接受實兵單位測考；原本基於屬性問題而壓縮在10噸以下的車體受到實兵單位的質疑，因此後續修改增強了裝甲、火炮口徑也加大，最後在1930年定案的戰車重量達到11.8公噸，也幾乎是陸軍原本要求的噸位上限，但初期量產時仍稱八九式輕戰車。中戰車的分類是到1935年9月13日，日本有小戰車服役後才重新定位的車種屬性。
八九式量產的時間從1930年至1937年，1930-1935量產的是甲型，1935-1937生產的是改良後的乙型；在量產前，日本再度採購10輛雷諾NC型戰車與八九式進行性能對比，在確定與國際同級戰車不相上下後才正式決定量產。但是量產工程不再交由大阪砲兵工廠負責，而是由三菱財閥投資的重工業製造廠三菱重工業承包；當時的三菱重工還不叫這名字，是1928年由三菱內燃機改組為三菱飛機，三菱飛機在1934年與三菱造船合併成為三菱重工；為了造戰車，三菱飛機新設大井工廠、並將名古屋製作所芝浦分工廠合併入大井工廠，使三菱具有製造、維修輪車及履車的相關技術。三菱的戰車研發與製造因陸軍委以大量訂單之賜營運大幅擴張，1937年在東京下丸子成立三菱重工業東京機器製作所丸子工廠，1938年開闢陸軍指定的戰車流水生產線，到1930年代末期，日本戰車有6成以上都是靠三菱重工製造。

## 設計

### 武器裝備
八九式原型車的主炮是一門37公厘炮，但是測試時實兵單位便嫌棄其火力不足，所以研發單位改造試制1號戰車上的直射57公厘砲裝在噸位只有原車六成的八九式上。57砲正式名稱為九十式57公厘戰車炮，倍徑18.4，主要作用是作為步兵火炮支援而非坦克對戰，故其穿甲能力不高；主炮安裝在以人力搖動的單人砲塔內，砲手兼裝填、瞄準任務，負擔相當大。

### 裝甲防護
八九式的整車是由日本製鋼所在1924年開發的二世谷鋼（ニセコ鋼板），該金屬為實施表面浸炭工程的鎳鉻鋼，由於浸炭後表面硬度提高，因此可作為防彈鋼板使用。八九式的裝甲最厚為車體正面及砲塔的17公厘、車體側上方與後部為15公厘、側下方為12公厘、車頂10公厘、底盤5公厘，日軍測試時正面裝甲可以抵擋十一年式步兵炮在150公尺距離射擊。但是在中國戰場上，面對國軍的德式步槍或機槍所發射的7.92×57毫米毛瑟彈藥，仍然有機會在50至70公尺左右的距離被貫穿；在衝破防線任務時八九式常常被各型機槍打成蜂窩。
由於仍未使用焊接技術，八九式的主要構造及裝甲大量使用鉚釘接合；雖然這種加工技藝歷史悠久，技術成熟，但用鉚釘扣接也有不少缺點，除了裝甲厚度受到限制外，當車體或炮塔被炮彈擊中時，即使裝甲沒有被貫穿，但撞擊或爆炸產生的震波可能會將鉚釘弄斷，鉚釘的碎片會在車內飛濺，對車內的組員造成傷害。

### 動力配備
1935年把其發動機由水冷式汽油改為風冷式柴油，為了分別兩者而把它們分別稱為甲型和乙型。

## 實戰

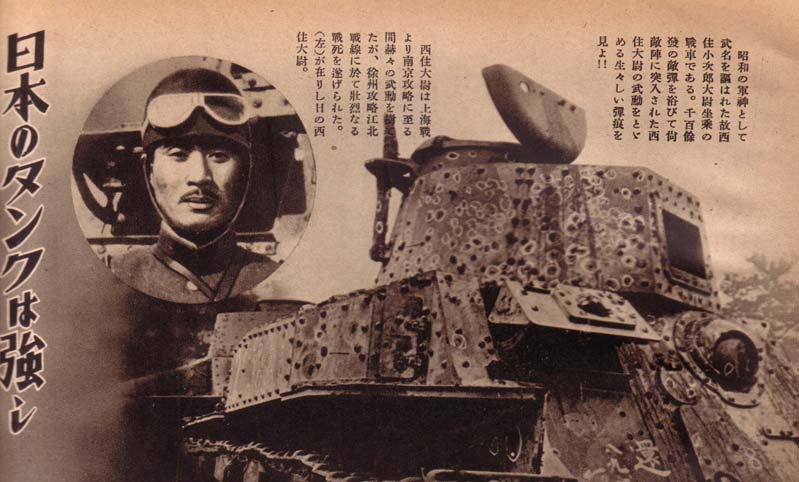
西住小次郎

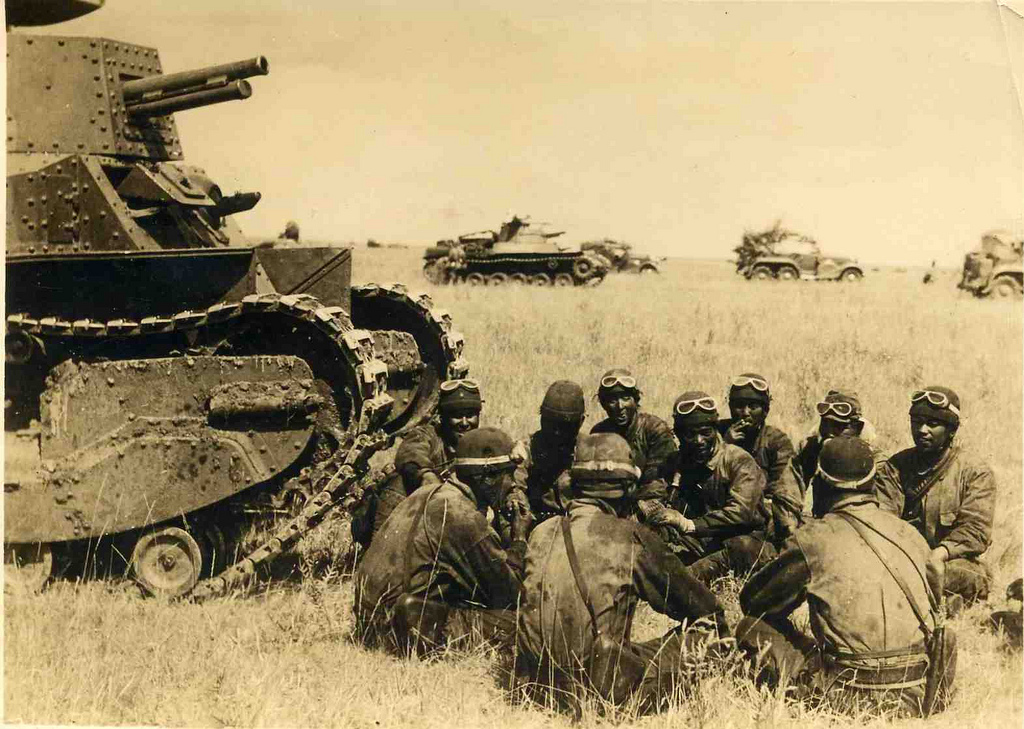
諾門罕戰役的八九式

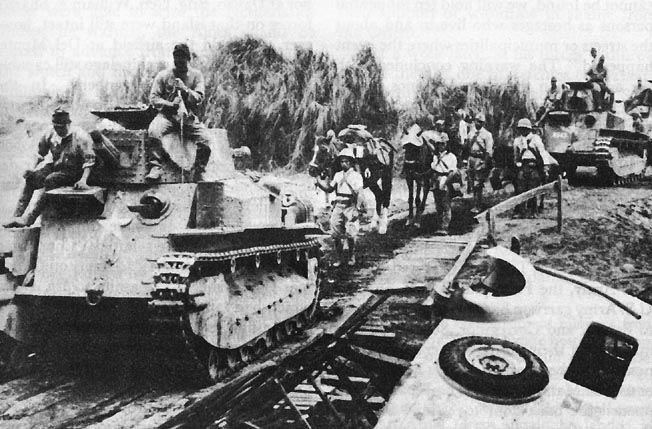
1942年進攻菲律賓馬尼拉的八九式中戰車

1932年一二八上海事變，5輛八九式輕戰車首次參戰，1937年日中戰爭全面爆發，八九式成為日軍裝甲師的主力並投入淞滬會戰，主要作用是為日軍步兵開路。
華北戰場方面，1937年忻口會戰期間，進攻山西沙河鎮的日軍其中一輛八九式被中國守軍一枚手榴彈引爆而點著了副油箱，全車著火，但車長小林仍堅持前進，結果反而攻破中國軍防線，之後全車駛入河中去滅火，被俘的中國士兵還以為日本軍發明了火炎坦克。
1938年徐州會戰，日軍動用5個戰車大隊進攻徐州，當中的第5戰車隊隊長西住小次郎在向上级报告后回坦克时被狙击手擊中陣亡并被奉为军神，其戰車被打成有1300多個彈痕，被送回國展出。日本軍发现在30米的距离上，7.92毫米穿甲弹打出很多弹痕都无法打穿战车正面，只有一例在30米上面着角85度几乎垂直于炮塔正面的子弹正好穿透了17毫米。但是PaK 36反坦克炮的37毫米穿甲彈能在300米上从任何角度打穿正面任何部位。
作為日軍首款大量裝備的坦克，雖然八九式有很多弱點，但因為中國軍隊在1930年代後期以前缺乏坦克，又沒有專門的反坦克武器，所以八九式能夠橫行一時，直至1938年徐州會戰，國民革命軍配備德製的PaK 36反坦克炮及20毫米機炮，始能對抗日軍裝甲部隊，但這些具有反坦克能力的武器，一直不是中國軍隊普及的裝備，中國軍隊少量配備反坦克炮，並未有改變日軍裝甲部隊在中國戰場享有的優勢；到1939年諾門罕戰役面对蘇軍的BT-7坦克，八九式完全暴露出火力和防護力都薄弱的缺點，当时八九式的炮身倍径不如BT-7，而且由于日本缺少资源，穿甲弹的配发数和品質都不如苏军。再加上蘇聯紅軍裝甲部隊有數量優勢，令日軍在此戰損失較大。太平洋戰爭初期，八九式也有與其後繼者九七式中戰車參與南方作戰，包括入侵菲律賓的作戰，不過到1942年以後，美軍也投入裝甲部隊對抗日軍，即使是較新型的九七式也難以抗衡美軍的M3斯圖亞特輕型坦克及M4雪曼中型坦克，八九式更因為性能低下要退出東南亞及太平洋戰場，但仍然活躍於中國戰場至1945年日本投降。

## 使用國家
- 日本

## 腳注
1. ↑  『機甲入門』p569
2. ↑  《機甲入門》p535、p536
3. ↑  「第1回陸軍技術研究会、兵器分科講演記録（第1巻）」21頁。
4. ↑  「第1回陸軍技術研究会、兵器分科講演記録（第1巻）」23頁では押収されたラ式37mm対戦車砲の1937年製の弾丸と概ね同等とされており、同資料においては「タングステン」弾を他国の同種の弾丸と同等のものとして各種の計算を行っている。

- 《日本戰車隊戰史》，上田信（日语：上田信 (イラストレーター)）著，何永勝譯，星光出版社，ISBN957-677-652-X